# Bred bärfis
Bred bärfis (Carpocoris fuscispinus) är en insektsart som först beskrevs av Karl Henrik Boheman 1850.  Bred bärfis ingår i släktet Carpocoris, och familjen bärfisar. Arten är reproducerande i Sverige.

## Bildgalleri

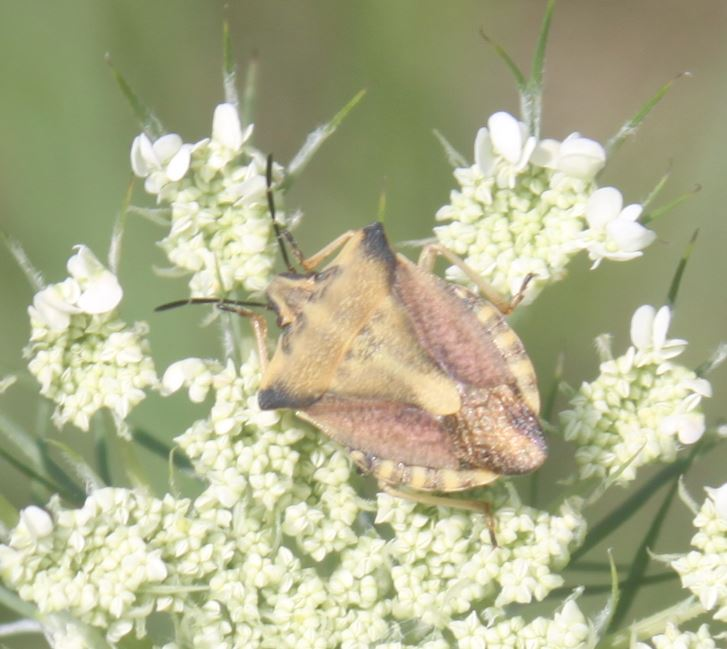
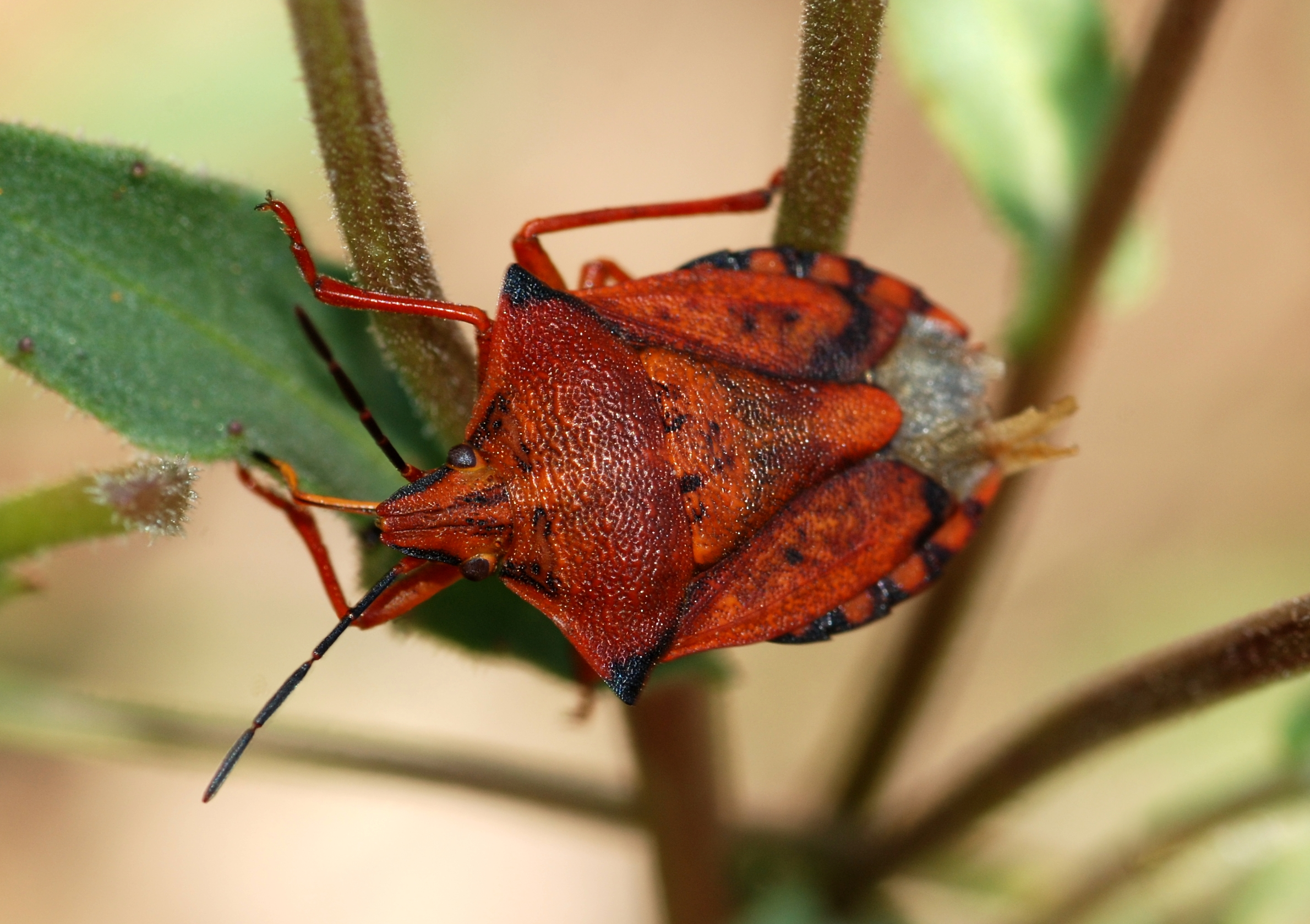
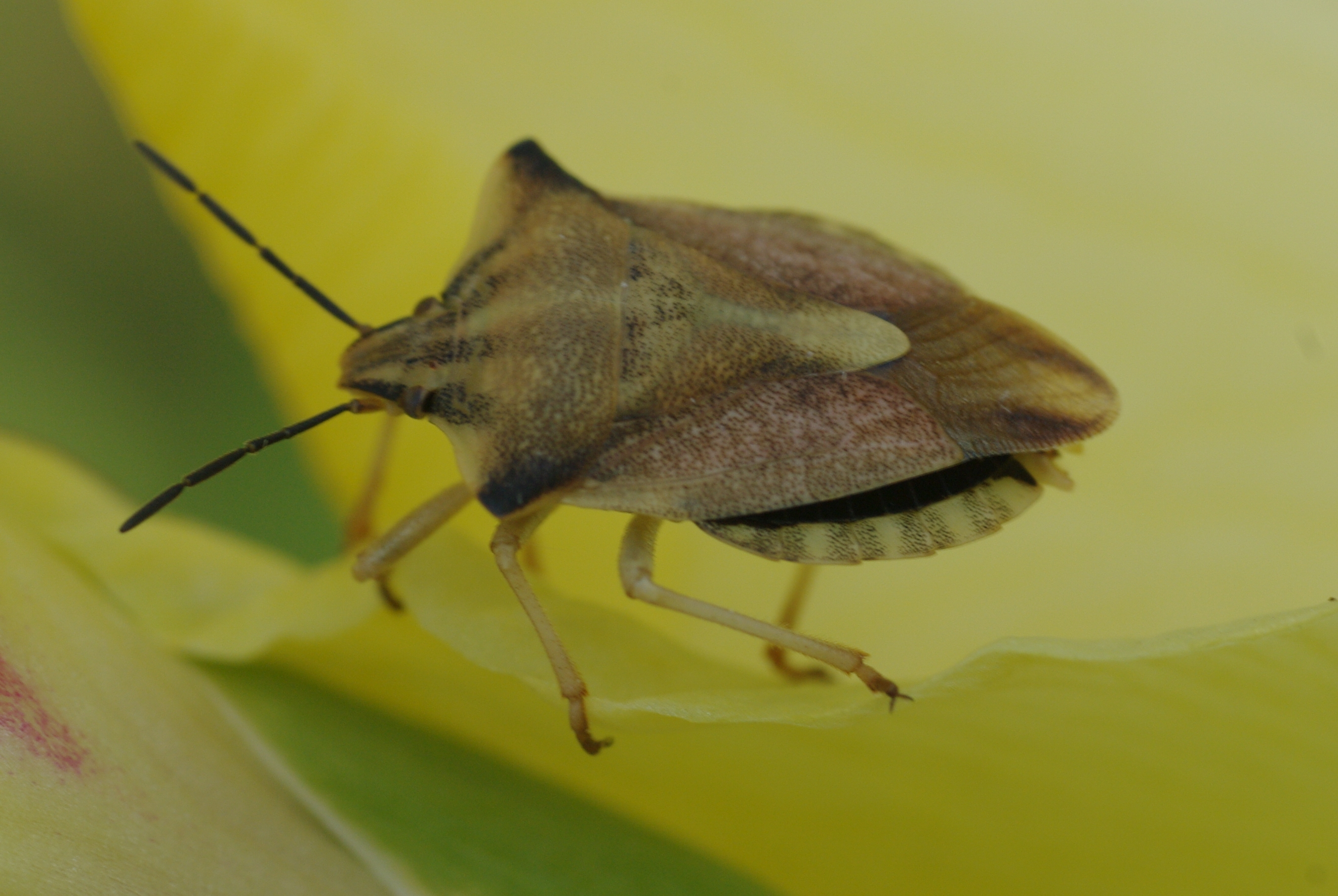
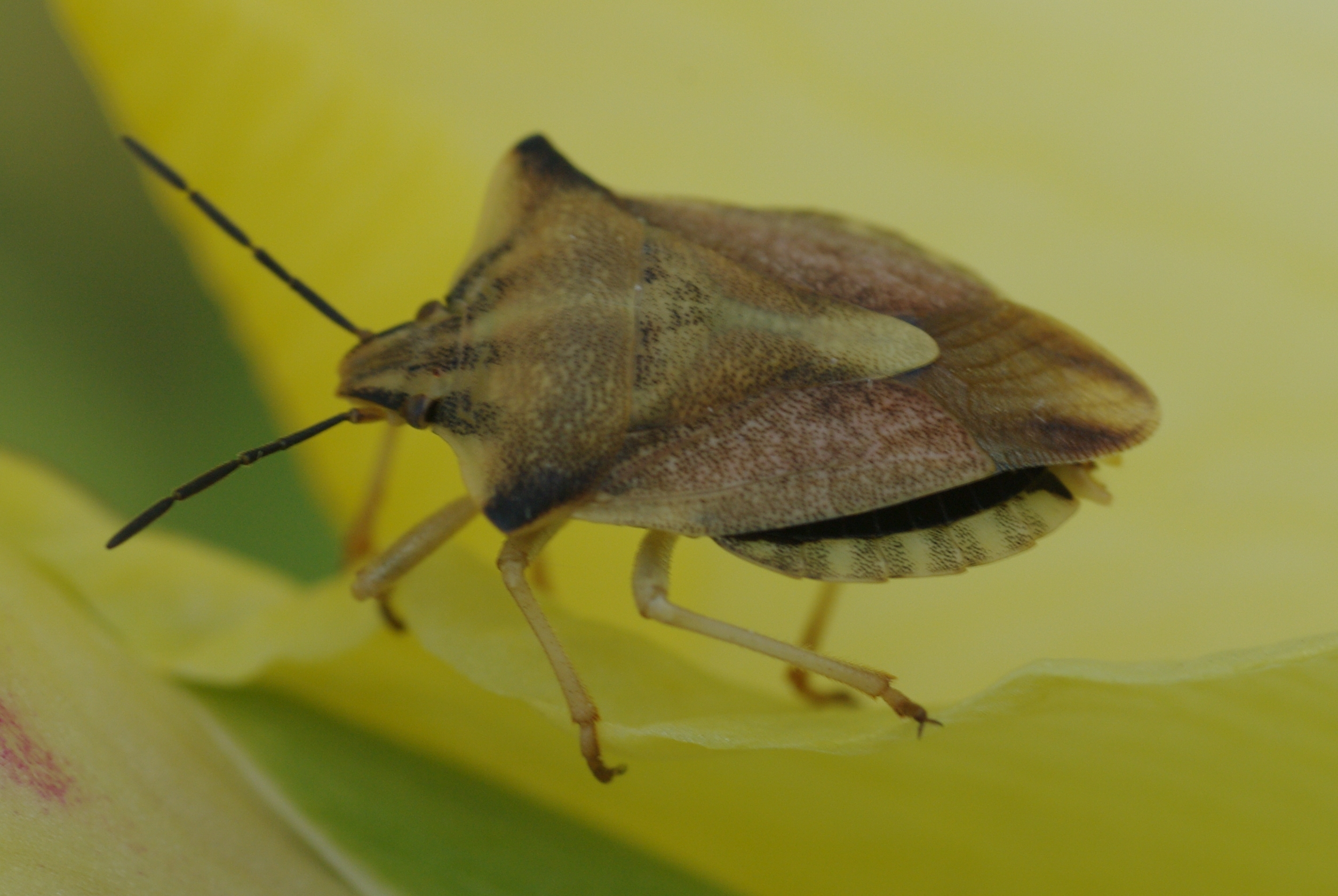
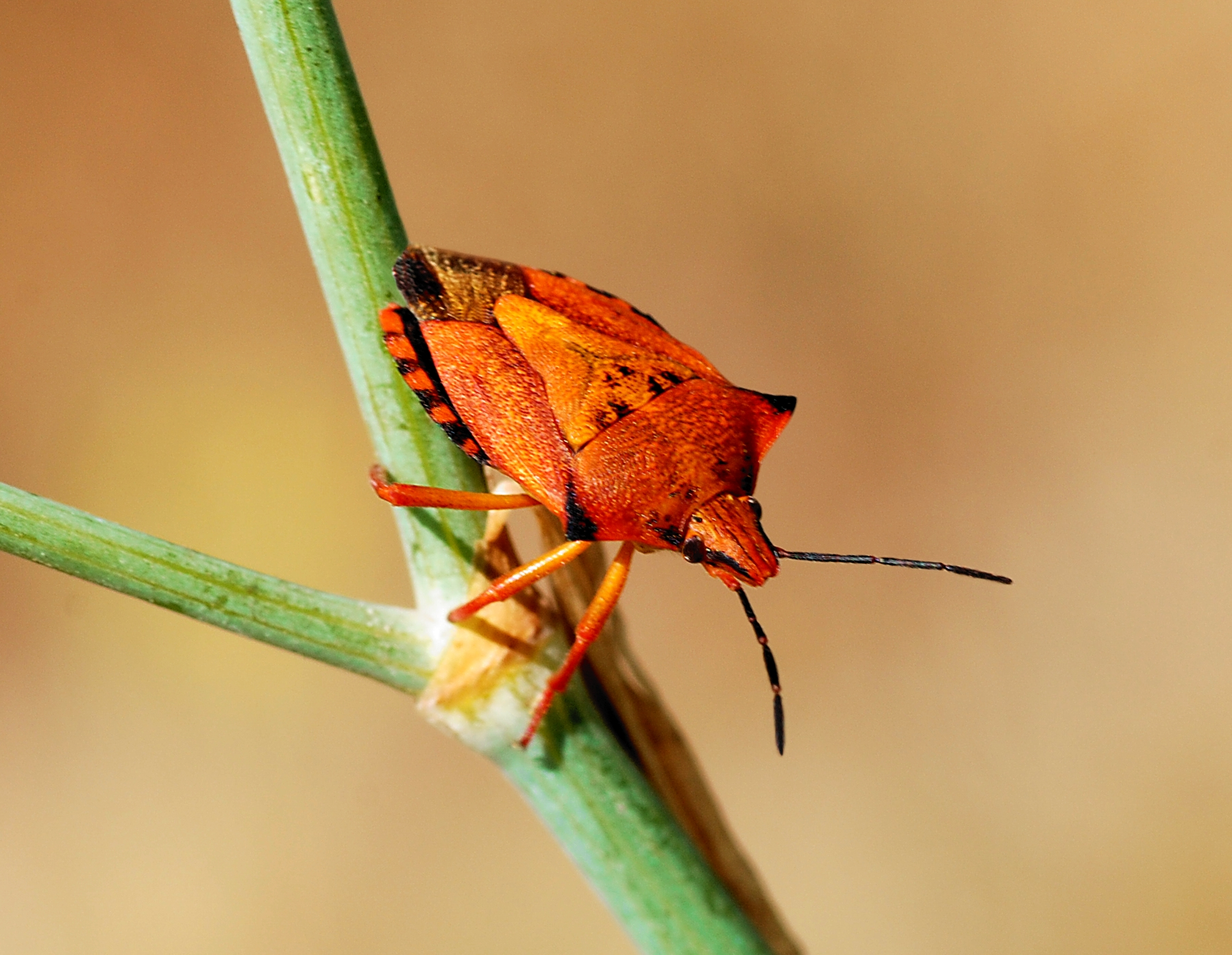
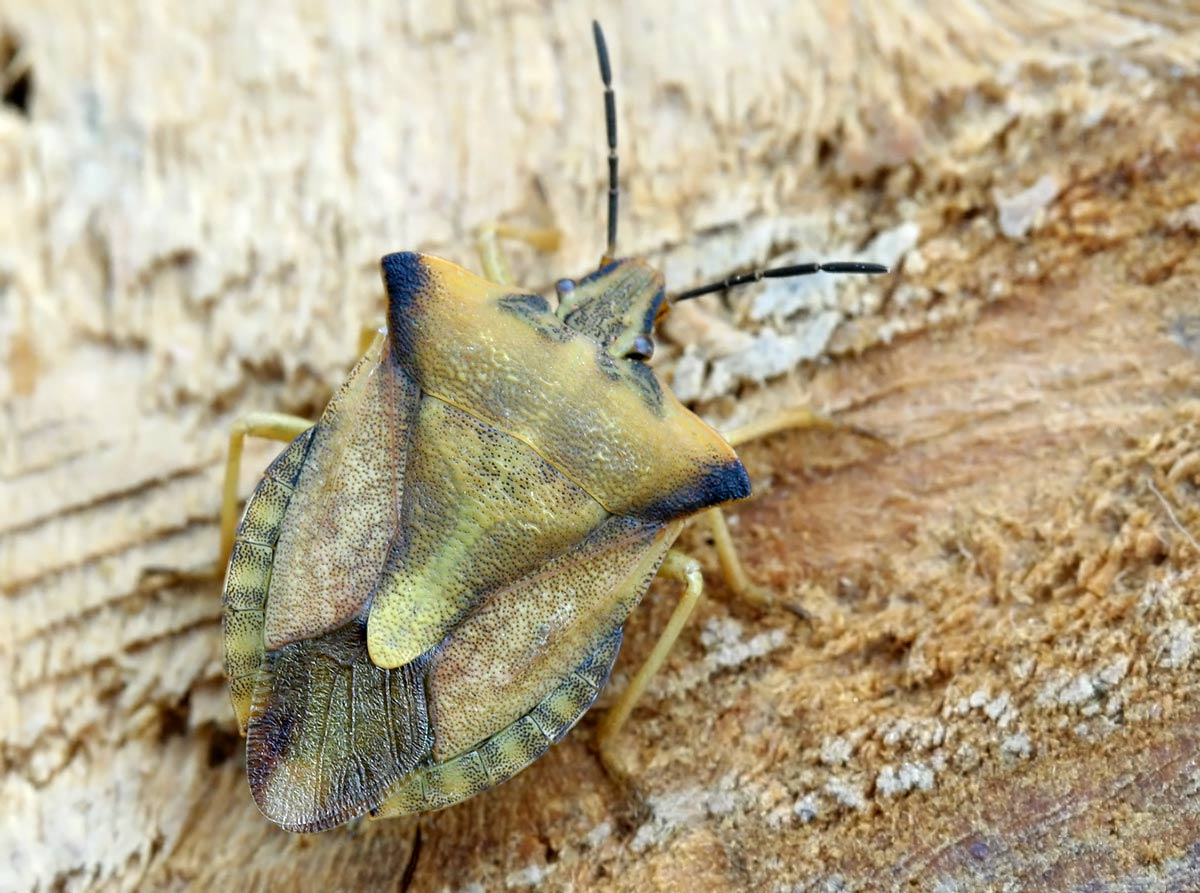